# Felipe Voloch

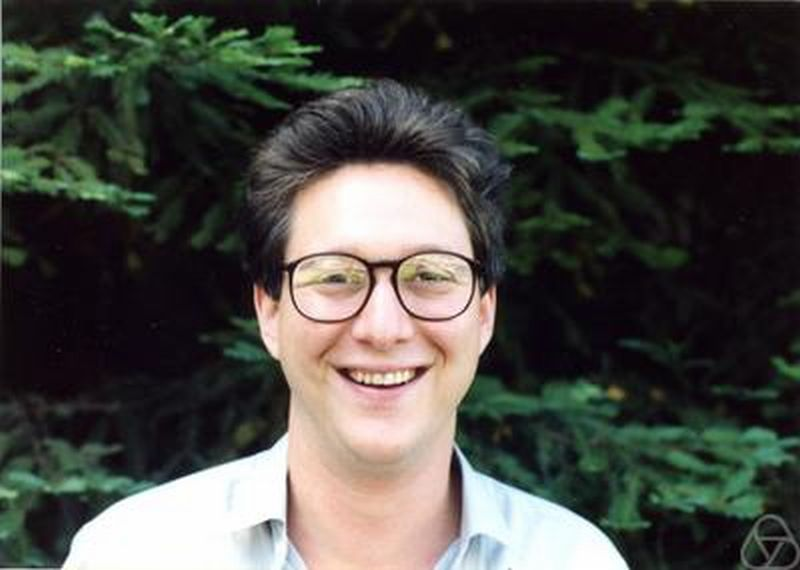
Felipe Voloch, Berkeley 1991

José Felipe Voloch (* 13. Februar 1963 in Rio de Janeiro) ist ein brasilianischer Mathematiker, der sich mit arithmetischer und algebraischer Geometrie befasst mit Anwendung in Kodierungstheorie und Kryptographie.

## Leben
Voloch studierte am Instituto de Matemática Pura e Aplicada (IMPA) in Rio de Janeiro mit dem Master-Abschluss 1982 und wurde 1985 an der Universität Cambridge bei J. W. S. Cassels promoviert (Curves over finite fields). Danach war er Assistenzprofessor am IMPA und 1991/92 Gastwissenschaftler an der University of California, Berkeley. 1992 wurde er Assistant Professor, 1995 Associate Professor und 2000 Professor an der University of Texas at Austin.
Voloch gab zuerst 1991 einen kurzen Beweis der Mordell-Vermutung über Funktionenkörpern in Charakteristik 0 (ursprünglich von Hans Grauert und Yuri Manin in den 1960er Jahren bewiesen). Mit Abramovich gelang ihm dann 1992 der Beweis der Mordell-Lang-Vermutung für Funktionenkörper in Charakteristik p unter einigen Zusatzannahmen (der vollständige Beweis gelang Ehud Hrushovski mit Modelltheorie-Methoden).
Mit Bjorn Poonen bewies er 2006 (veröffentlicht 2010, Annals of Mathematics) für Funktionenkörper eine Vermutung über die Brauer-Manin-Obstruktion (dass diese die einzige Obstruktion zum Hasse-Prinzip ist, nach dem globale aus lokaler Lösbarkeit folgt).
1993 bis 1995 war er Sloan Research Fellow. Er ist assoziiertes Mitglied der Brasilianischen Akademie der Wissenschaften.

## Schriften
- Diagonal equations over function fields, Boletim da Sociedade Brasileira de Matemática. Band 16, 1985, ISSN 0100-3569, OCLC 5654166371, S. 29–39, doi:10.1007/BF02584799 (englisch).
- mit Karl-Otto Stöhr: Weierstrass points and curves over finite fields. In: Proceedings of the London Mathematical Society. Band 52, Januar 1986, ISSN 0024-6115, OCLC 6907715193, S. 1–19, doi:10.1112/plms/s3-52.1.1 (englisch).
- On the conjectures of Mordell and Lang in positive characteristic. In: Inventiones Mathematicae. Nr. 104. Springer, 1991, ISSN 0020-9910, OCLC 946405327, S. 643–646 (englisch).
- mit Robert F. Coleman: Companion forms and Kodaira-Spencer Theory. In: Inventiones Mathematicae. Nr. 110, 1992, ISSN 0020-9910, OCLC 5653318970, S. 263–281, doi:10.1007/BF01231333 (englisch).
- mit Dan Abramovich: Toward a proof of the Mordell-Lang conjecture in positive characteristic. In: International Mathematics Research Notices. Nr. 5, 1992, S. 103–115, doi:10.1155/S1073792892000126 (englisch).
- mit Alexandru Buium: Integral points of abelian varieties over function fields of characteristic zero. In: Mathematische Annalen. Band 297. Springer, 1993, OCLC 946406338, S. 303–307 (englisch).
- mit Bjorn Poonen: The Brauer-Manin obstruction for subvarieties of abelian varieties over function fields. In: Annals of Mathematics. Band 171, 2010, ISSN 0003-486X, OCLC 9988561413, S. 511–532, arxiv:math/0612263 (englisch).
- mit Bjorn Poonen: Random Diophantine Equations. Arithmetic of higher dimensional algebraic varieties. In: Poonen, Yuri Tschinkel (Hrsg.): Progress in Mathematics. Band 226. Birkhäuser, 2004, ISSN 0743-1643, OCLC 192702221, S. 175–184 (englisch).
- Siegel´s theorem for complex function fields. In: Proceedings of the American Mathematical Society. Band 121, 1994, S. 1307, doi:10.1090/S0002-9939-1994-1209430-9 (englisch).
- Diophantine geometry in characteristic p: a survey. In: Fabrizio Catanese (Hrsg.): Arithmetic Geometry. Cambridge University Press, 1997, ISBN 0-521-59133-3 (englisch).